# Bowie nights
Les Bowie nights sont une série de soirées organisées chaque semaine à la fin des années 1970 dans des clubs de Londres — le Billy's puis le Blitz — par un groupe d'adolescents. Inspirés par David Bowie, préférant au punk rock alors à son apogée un glam rock ressuscité, ceux-ci forment quelques mois plus tard le groupe connu sous le nom des Blitz Kids (en) et le mouvement des Nouveaux Romantiques. Plusieurs d'entre eux font carrière sur la scène new wave, comme Boy George ou Steve Strange, ce qui fait des Bowie nights le berceau de la musique anglaise des années 1980.

## Historique
Le Billy's est un nightclub minable de Soho, à Londres, situé au sous-sol d'une maison close. Sous l'impulsion de Steve Strange et de Rusty Egan, futurs chanteur et batteur du groupe Visage, des adolescents l'investissent les mardis à partir de 1976 ou de l'automne 1978. Beaucoup d'entre eux étudient dans des écoles d'art en banlieue, comme la Saint Martins School of Art. Fascinés par les persona de David Bowie, ils revendiquent le glam rock à l'apogée du mouvement punk. Ils arborent maquillages sophistiqués, coupes de cheveux extravagantes et vêtements souvent androgynes avec lesquels ils créent une esthétique gay, expérimentale, bizarre, glamour et théâtrale, à l'opposé du « cynisme monochrome stupide du punk traditionnel ». On y passe du David Bowie bien sûr, mais aussi Kraftwerk, the Normal, Roxy Music, Gina X, Giorgio Moroder,. Rusty Egan est un de leurs DJ réguliers, Steve Strange tient la caisse à l'entrée.
Début 1979 la bande prend ses quartiers au Blitz, une boîte londonienne dont Strange est devenu copropriétaire. Ils y adoptent le nom de Blitz Kids (en), et donnent naissance au mouvement des Nouveaux Romantiques.
Outre Steve Strange plusieurs d'entre eux feront carrière dans la musique : 
- George O'Dowd, le futur Boy George ;
- le chanteur Peter Robinson, connu sous le nom de scène de Marilyn (en);
- le DJ Jeremy Healy (en), chanteur en 1980 avec Haysi Fantayzee (en);
- Julia Fodor, dite Princess Julia ;
- Andy Polaris, futur chanteur d'Animal Nightlife (en) ;
- Siobhan Fahey, alors journaliste de mode[1], qui crée en 1979 le groupe Bananarama ;
- Martin Degville, bientôt chanteur de Sigue Sigue Sputnik ;
- Philip Sallon (en)[8] ;
- Simon Le Bon[8].